# Pitcairnia sodiroi
Pitcairnia sodiroi är en gräsväxtart som beskrevs av Carl Christian Mez. Pitcairnia sodiroi ingår i släktet Pitcairnia och familjen Bromeliaceae. IUCN kategoriserar arten globalt som nära hotad.
Artens utbredningsområde är Ecuador. Inga underarter finns listade i Catalogue of Life.